# Philosyrtis fennica
Philosyrtis fennica är en plattmaskart som beskrevs av Ax 1954. Philosyrtis fennica ingår i släktet Philosyrtis och familjen Otoplanidae. Arten är reproducerande i Sverige. Inga underarter finns listade i Catalogue of Life.